# Regenbogensee
Der Regenbogensee ist ein in der Weichsel-Kaltzeit als letzter Eiszeit entstandener zu- und abflussloser See. Er befindet sich im Wandlitzer Seengebiet in der Senke einer in den Liepnitzsee vorgeschobenen Landzunge. Der stille Waldsee gehört zum 1999 gegründeten Naturpark Barnim und verwaltungstechnisch seit Ende 1998 zum Wandlitzer Ortsteil Lanke.

## Namensgebung und Nutzung
Der Name Regenbogensee leitet sich vermutlich von der Farbenpracht der Gräser, Sträucher und Bäume unterschiedlichster Gattungen ab, die das breite morastige Ufer säumen und sich zusammen mit dem Blau des Himmels auf der spiegelglatten Oberfläche abbilden. Das Zusammenspiel ergibt dann die Grundfarben eines Regenbogens.
Nur an wenigen Stellen kann ein Wanderer trockenen Fußes an das Ufer des sich in Ost-West-Richtung erstreckenden Gewässers treten. An seinem nördlichen Ende schließt sich ein langgestrecktes Sumpfgebiet an, das mittels einer Holzbrücke gequert werden kann. An zwei Stellen des Flachwasserbereiches verweisen Schilder auf die Nutzung des Regenbogensees als Angelgewässer (Kennzeichen 03-118 beim Kreis-Angler-Verband Niederbarnim). Der Anglerverein Panketal e.V.  führt die regelmäßige Bewirtschaftung und Kontrollen durch. Weder das Baden im See noch das Zelten in der Umgebung sind erlaubt. Ein ausgeschilderter Wanderweg führt an seinem Ostufer entlang. Auf der südlichen Böschung verläuft ein asphaltierter Fahrrad- und Forstwirtschaftsweg, auf der nördlichen Böschung der Hochuferweg um den Liepnitzsee.

## Pflanzen und Tiere im und am See

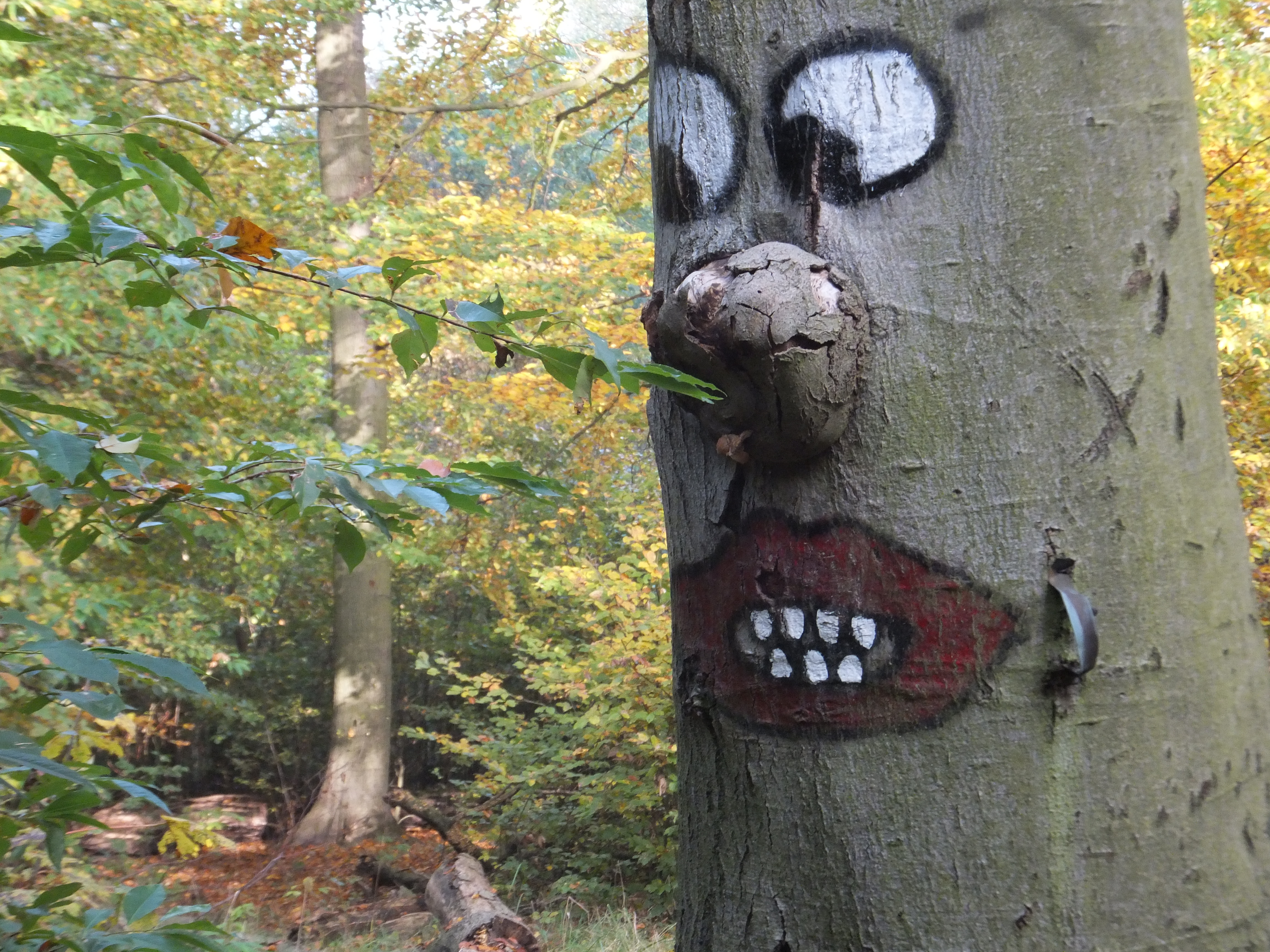
Baumgeist am Regenbogensee

Das Wasser des Sees ist durch die enthaltenen Schwebstoffe nicht sehr klar und auf dem Grund haben sich Schlick und Schlamm abgesetzt, es bietet jedoch einigen Fischen natürlichen Lebensraum. Berichtet wird der Besatz mit Schleien, Karpfen und Aalen. Im Flachwasserbereich wachsen Teichrosen, Schilf und Binsen, zwischen denen sich Wasser- und Braunfrösche, Blindschleichen, Libellen und zahlreiche kleine Kerbtiere wohl fühlen. Der Uferstreifen ist Lebensraum für Schwarzerlen, Haselnussbüsche und Gräser. Um den gesamten See herum ziehen sich allmählich ansteigende mit Laub- und Nadelbäumen bewachsene Böschungen, denen der See seine windgeschützte Lage verdankt. Am und auf dem See sind auch zahlreiche Wasservögel heimisch.
Über den See wacht ein Baumgeist.

## Gewässeruntersuchung
Im Juni 2008 führten Wissenschaftler der Universität Greifswald und des Instituts für angewandte Gewässerökologie Seddin auf dem Regenbogensee Bohrungen durch, um durch die Entnahme eines zwölf Meter langen Bohrkerns die Ursache für die besonders seltene Gewässerqualität dieses mesotrophen Weichwassersees ergründen zu können. Das Besondere ist das Säure-Basen-Verhältnis und außerdem sollte die Herkunft des Wassers genauer ermittelt werden. Im gesamten Land Brandenburg wurden bisher nur 30 solcher Seen nachgewiesen. Auf eine Anfrage zu den Ergebnissen der Untersuchung wurde nicht geantwortet.